# COBOL
A COBOL magas szintű programozási nyelv, a COmmon Business Oriented Language elnevezés rövidítése.
Harmadik generációs programozási nyelv. Bár általános célú, mégis a FORTRAN és a PL/I mellett elsősorban az üzleti, pénzügyi élet rendszereiben használatos.
Megjelentek benne a strukturált programozás bizonyos vezérlő szerkezetei is. A nyelv tervezésénél kísérletet tettek a hordozhatóság, a portabilitás megteremtésére.
A nyelv hosszú fejlődésen ment keresztül, de alapvető felépítését, struktúráját mindvégig megőrizte.
Az első változatát, a COBOL 60-at 1959-ben deklarálták. Ezt követte az ANSI COBOL 1968, amely a nyelv addigra sokféle változata között teremtett rendet egy egységes standard leírásával, amit az ANSI-nál jegyeztek be. 1974-ben jött a COBOL 1974, amely az ANSI-változat kiegészítése volt sok új funkcióval, amely az eredeti '68-as verzióban még nem szerepelt. 1985-ben az ANSI kiadta a nyelv egy újabb revízióját, amely sok strukturált programozási elemmel egészítette ki az eddigieket (scope terminátorok, pl. END-IF, END-PERFORM, END-READ).
Hosszú szünet után 2002-ben egészítették ki a nyelvet objektumorientált programozást támogató elemekkel. Majd több lépcsőben további sztenderdekben a nyelv bővült XML kezeléssel, valamint OOP-s Collection könyvtárt is adtak hozzá a sztenderd COBOL-hoz.
Legutóbbi változata a COBOL 2014. Sok új lehetőséggel bővült, ezek közül néhány:
- A 2002.es változatban tervezett, de el nem készült dinamikus tábla-kezelés
- Hordozható aritmetikai eredmények váltották fel a IEEE 754 adattípusokat
- Legfontosabb elemei opcionálisak lettek, így pl a VALIDATE , a Report Writer és a képernyő kezelés

Meglepő, de biztosító intézetek, nagyvállalatok ma is használják a nyelvet. Elvük: "Ami nem romlik el, nem kell megjavítani. Csak vegyünk másik gépet alája". 2017 júniusában az amerikai IT állásokat ajánló dice.com-on 432 COBOL fejlesztőt kereső hirdetés volt.
Magyarországon ezt a programnyelvet több, mint 40 éve kezdték el használni.
Miután a program könnyen olvasható angol mondatokból áll, az angol nyelv rövidítéseinek és szabályainak megfelelően, elsősorban az angolszász országokban használják a COBOL nyelvet, persze az alatta lévő gép fajtájának megfelelően kialakult néhány, az adott környezethez megírt fordítóprogram tartalmazhat "nyelvjárásokat" is. A z/OS, VME, Unix, OpenVMS and Windows tartalmaznak COBOL fordítót. Egyes források szerint lehet, hogy a 2014-es verzió marad a végleges.

## Egy COBOL program felépítése
Egy COBOL program 4 jól elkülöníthető részre, COBOL szóhasználattal Division-re, magyarul Főrészre oszlik:
```
1. Azonosítási főrész,     IDENTIFICATION DIVISION.
2. Környezetleíró főrész,  ENVIRONMENT DIVISION.
3. Adatleíró főrész,       DATA DIVISION.
4. Eljárási főrész,        PROCEDURE DIVISION.
```

Az első főrész formálisan írja le a program adatait. A 2. főrészben lehet definiálni az esetlegesen használt fájlokat a program input-outputjához. A 3. főrészben (adatleíró főrészben) megadhatók az adatstruktúrák, változók, míg a 4. főrészben kell leírni a program tényleges működését.
Az egyes főrészek szekciókból (Section) épülnek fel.

## A COBOL nyelv
A célként meghatározott üzleti- és pénzügyi alkalmazások miatt az adatok megjelenítésére kiemelten nagy hangsúlyt fektetett a nyelv. Az adatok formáját a "kép" jelentésű angol Picture szó rövidítését jelentő PIC utasítás írja le.
A COBOL program kötött szintaxissal rendelkező, úgynevezett COBOL mondatok (Sentences) sorozatából áll, amelyek különböző igékből (ADD, SUBTRACT, PERFORM, READ stb.) és változónevekből épülnek fel. Minden mondatot pont zár le. A mondatok összetartozó csoportjai paragrafusokba (Paragraph) gyűjthetők, amelyek egyben vezérlési szerkezetként is kezelhetők.
A mondatokban használt igék, a kulcsszavak között vannak olyanok, amelyek csak az angol nyelv sajátosságai miatt kellenek (ezeket nem kötelező használni). Egy COBOL program valóban olvasható és érthető egy angolul értő számára, ennek azonban az az ára, hogy néhány COBOL mondat szintaxisa szinte áttekinthetetlenül bonyolult és terjedelmes, és nagyon komoly gyakorlat kell a teljes nyelvi eszközrendszer nyújtotta lehetőségek kihasználásához.
Egyes COBOL megvalósítások annyira meghatározták a forrásprogram írásának szabályait, hogy a nyelvet használó cégek előnyomtatott lapok alkalmazásával segítették a programozókat a formai követelmények betartásában. Az is előírás volt, hogy a programot csak nagybetűvel lehetett írni, ezért programozói körökben elterjedt vicc volt, hogy a COBOL az a programnyelv, amely megtanít a nagybetűk írására.

## Alapműveletek
Kommentezés (első karakter *). Pl:
```
*******************************************************************************

**  Th
is
 
is
 
a
 
comment
                                                        
**

*******************************************************************************

```

Változó / struktúra deklarálás a Working Storage Section-ben:
```
01 var
char-buf
 
global
.

    03
 
len
                         
PIC 9(4)
 
COMP  
 
VALUE
 
ZEROS
.

    03
 
buf
                         
PIC x(100)     
 
VALUE
 
SPACES
.

```

Értékadás:
```
MOVE "
szoveg
" TO variable

```

Összeadás:
```
ADD ye
ars
 
TO
 
age

```

Kivonás:
```
SUBTRA
CT
 
18   
FROM
 
variable

```

String parsolása egy másik megformázott időbélyeget tartalmazó Stringbe:
```
STRING
      
ws-edate
 
(
7
:
4
)
         
DELIMITED
 
SIZE

            
"-"
                    
DELIMITED
 
SIZE

           
 
ws-edate
 
(
4
:
2
)
         
DELIMITED
 
SIZE

            
"-"
                    
DELIMITED
 
SIZE

           
 
ws-edate
 
(
1
:
2
)
         
DELIMITED
 
SIZE

           
 
ws-etime
               
DELIMITED
 
SIZE

            
".000000"
              
DELIMITED
 
SIZE

                                  
 
INTO
 
ws-timestamp

END-ST
RING

```

## Vezérlő szerkezetek
Elágazás:
```
IF (da
ta1
 
=
 
1 
or
 
3 
or
 
5 
or
 
7 
or
 
9
)

AND (d
ata2
 
=
 
2 
or
 
6
)

    SU
BTRACT
 
1 
FROM
 
data1

ELSE

   
 
MOVE
 
12      
TO
 
data1

    SU
BTRACT
 
1 
FROM
 
data2

END-IF

```

Ciklusszervezés:
```
perfor
m
 
until
 
I
 
>
 
10

    
add
 
I1
 
OF
 
TOMB
 
(
I
)
 
to
 
A
 
OF
 
TOMB
 
(
I
)

    ad
d
 
I2
 
OF
 
TOMB
 
(
I
)
 
to
 
B
 
OF
 
TOMB
 
(
I
)

    ad
d
 
I3
 
OF
 
TOMB
 
(
I
)
 
to
 
C
 
OF
 
TOMB
 
(
I
)

    ad
d
 
1 
to
 
I

end-pe
rform
.

```

Feltételtől függő ciklus:
```
evalua
te
 
HONAP

    wh
en
 
2 
thru
 
12

        
perform
 
until
 
I
 
>
 
10

            
subtract
 
WOSSZ
 
OF
 
ELOZOEV
(
I
)
 
from
 
WOSSZ
 
OF
 
TOMB
(
I
)

      
      
subtract
 
WOSSZ
 
OF
 
ELOZOEV
(
I
)
 
from
 
WOSSZ
 
OF
 
TOMB
(
I
)

      
      
add
 
1 
to
 
I

      
  
end-perform

end-ev
aluate
.

```

Eljáráshívás:
```
PERFOR
M
  
eljaras

```

## Kimenet/Bemenet

### Konzolra írás
```
DISPLA
Y
 
"Hello World at"
 
hv-date
  
"!"

```

### Fájl műveletek
Fájl rekord típus deklarálása a Data Division/File section-ben. Pl. egy 536 karakteres rekord deklarálása:
```
FD X-F
ILE
 
record
 
contains
 
536 
characters
.

  01 X
-
RECORD
 
PIC X(536)
.

```

Fájl megnyitása:
```
open o
utput
 
X-FILE

```

Fájl olvasása:
```
read X
-
FILE
 
next

```

Fájl írása:
```
write 
X-RECORD
 
from
 
RECORD-TEXT
 
after
 
1

```

Fájl lezárása:
```
close 
X-FILE

```

## A teljes Hello World program
```
IDENTI
FICATION
 
DIVISION
.

      
PROGRAM-ID
.
 
HELLO-WORLD
.

      
PROCEDURE
 
DIVISION
.

      
    
DISPLAY 
'Hello, world'
.

      
    
STOP
 
RUN
.

```

## Beágyazott adatbázis kezelés
A Cobol nyelv kibővíthető volt különböző extra tulajdonságokkal, pl. sql kezeléssel egy speciális preprocesszoros fordítás segítségével. A következőkben erre látható egy példa.
Rekord típus definiálása a tábla mezői alapján, melyet a WORKING-STORAGE SECTION-ben kell elhelyezni egy deklarációs blokkba. Figyelni kell a hibakódok stb. beimportálására is:
```
EXEC S
QL
 
include
 
structures
 
sqlca
 
version
 
2 
end-exec
.

EXEC S
QL
 
include
 
sqlca
 
end-exec
.

EXEC S
QL
 
begin
 
declare
 
section
 
end-exec
.

```

```
EXEC S
QL

    in
voke
 
=
table_ident
 
as
 
ident

      
 
LEVEL
 
(
01
,
01
)
 
NULL
 
STRUCTURE

END-EX
EC
.

```

Deklarációs blokk lezárása:
```
EXEC S
QL
 
end
 
declare
 
section
 
END-EXEC
.

```

Majd következhetnek a cursor definíciók. Pl:
```
EXEC S
QL
 
DECLARE
 
region-cursor
 
CURSOR
 
FOR

    
 
SELECT

        
 
region_name
 
,

      
   
region_code
 
,

      
   
region_lang
 
,

     F
ROM
  
=
t_region

     o
rder
 
by
 
region_code

     B
ROWSE
 
ACCESS

END-EX
EC
.

```

Egy select eredményének berakása egy tömbbe (open-process-close):
```
EXEC S
QL

     O
PEN
 
region-cursor

END-EX
EC

perfor
m
 
until
 
not
 
dfisql-ok

    in
itialize
 
region

    EX
EC
 
SQL

      
  
FETCH
 
region-cursor
 
INTO

            
:
region-name
      
OF
 
region
,

      
      
:
region-code
      
OF
 
region
,

      
      
:
region-lang
      
OF
 
region
,

   END
-
EXEC

   if 
not
 
dfisql-ok

      
  
exit
 
perform

  
 
end-if

  
 
add
 
1 
to
 
region-cnt

   mov
e
 
val
 
OF
 
region-name
  
OF
 
region
 
to
 
region-name
   
OF
 
region-table
(
region-cnt
)

   mov
e
 
val
 
OF
 
region-code
  
OF
 
region
 
to
 
region-code
   
OF
 
region-table
(
region-cnt
)

   mov
e
 
val
 
OF
 
region-lang
  
OF
 
region
 
to
 
region-lang
   
OF
 
region-table
(
region-cnt
)

end-pe
rform

EXEC S
QL

    CL
OSE
 
region-cursor

END-EX
EC

```

A fordításhoz pl. HP NonStop SQL esetén egy sqlcomp programra van szükség.